# AFI 100 Lat... Bohaterowie i złoczyńcy

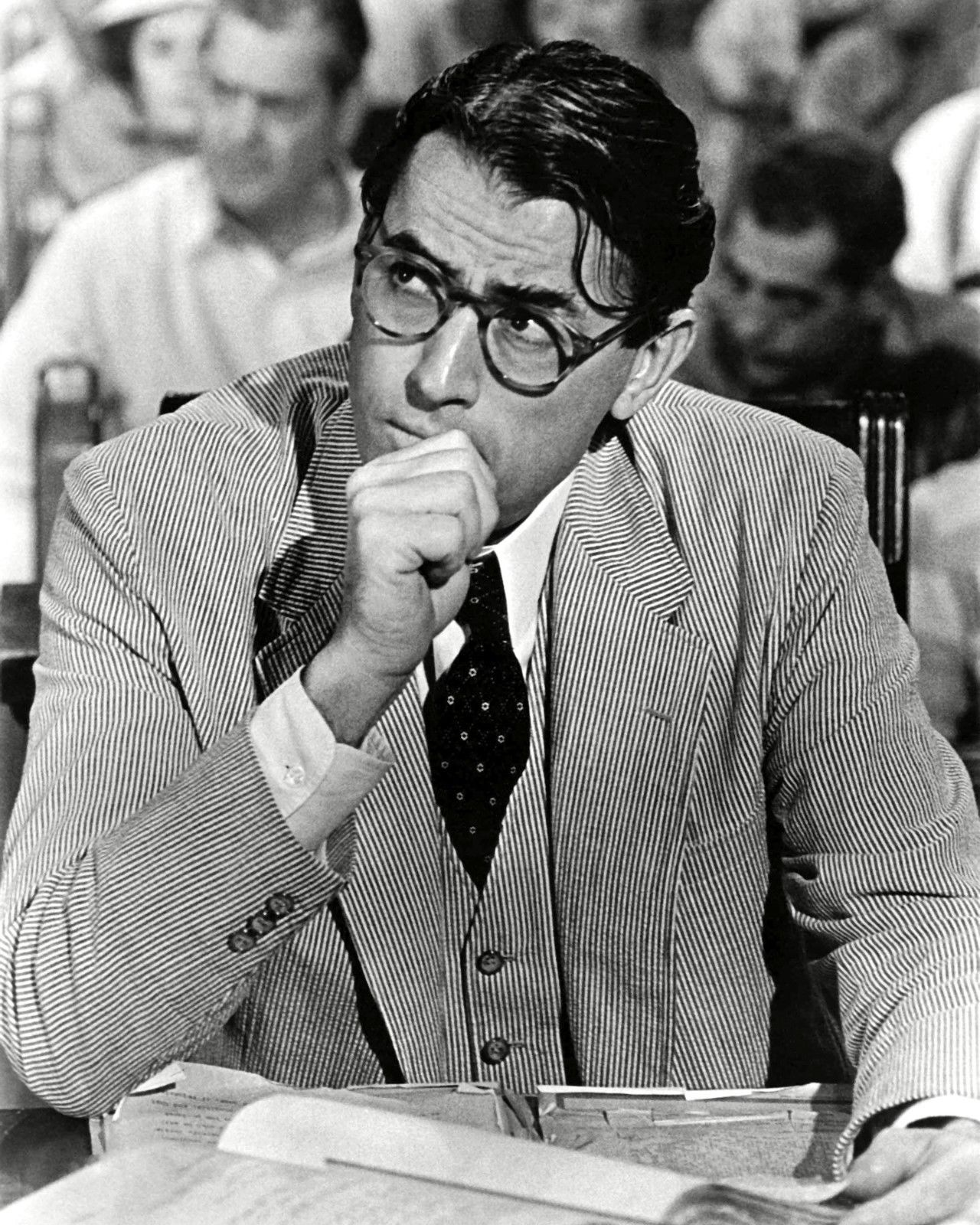
Gregory Peck jako Atticus Finch – postać tę AFI uznał za „największego bohatera w historii kina”

AFI 100 Lat...100 Bohaterowie i złoczyńcy – ranking 100 największych filmowych bohaterów i złoczyńców (po 50) sporządzony przez American Film Institute (AFI) w czerwcu 2003. Został przedstawiony na antenie stacji CBS, a w roli prezentera, podczas trzygodzinnego programu, wystąpił Arnold Schwarzenegger, który również znalazł się na liście (zarówno jako bohater, jak i złoczyńca).
Pełniąca w owym czasie funkcję prezesa AFI, Emerita Jean Picker Firstenberg, odnosząc się do kształtu listy, przyznała, że może ona być „jedną z najbardziej prowokujących jak dotąd myśli”, dodając: „Mamy nadzieję, że lista 50 największych bohaterów i 50 największych złoczyńców zainspiruje miłośników kina do zapoznania się z tymi niesamowitymi i często złożonymi postaciami z amerykańskiego filmu”.
Podczas kształtowania listy gremium jurorów poproszono, aby uwzględnili następujące kryteria przy dokonywaniu wyboru:
- pełnometrażowy film fabularny: film musi mieć format narracyjny, zwykle dłuższy niż 60 minut;
- film amerykański: film musi być w języku angielskim ze znaczącymi elementami twórczymi i/lub finansowymi ze Stanów Zjednoczonych;
- bohater: został zdefiniowany jako postać, która umie zapanować w ekstremalnych sytuacjach, udramatyzować poczucie moralności, odwagi oraz celu. Mimo dwuznaczności lub swoich wad, musi cechować się poświęceniem, aby przedstawić ludzkość w najlepszym wydaniu;
- złoczyńca: został zdefiniowany jako postać, której niegodziwość umysłu, samolubstwo charakteru i wola władzy są niekiedy maskowane przez piękno i szlachetność. Mogą być bardzo źli lub wspaniale zabawni, ale ostatecznie są postaciami tragicznymi;
- wpływ kulturowy: postacie, które odcisnęły silne piętno na społeczeństwie amerykańskim pod względem stylu i treści;
- dziedzictwo: postacie, które wywołują istotne reakcje, wzbogacając amerykańskie dziedzictwo filmowe, jednocześnie inspirując współczesnych artystów i odbiorców[2].

## Ranking

### Bohaterowie

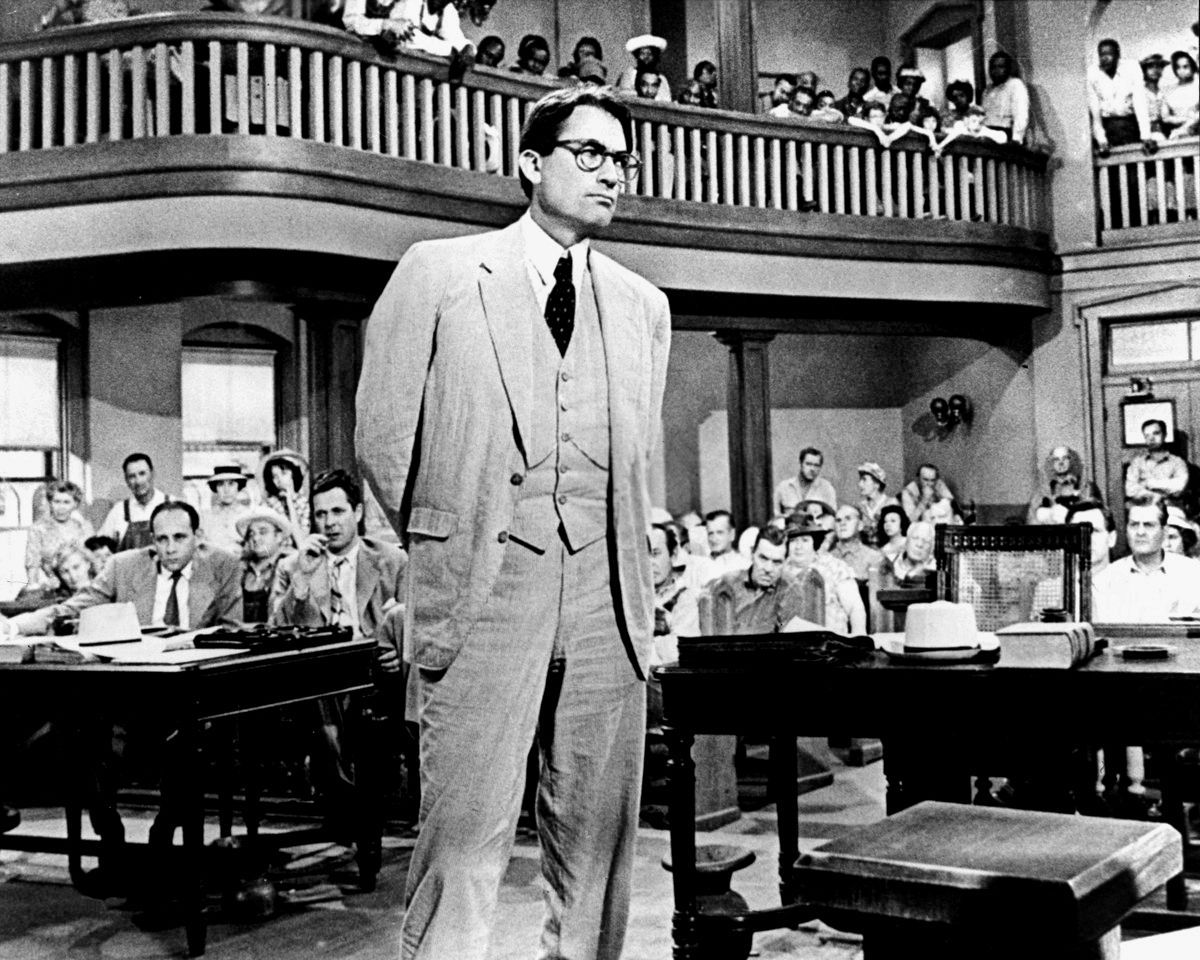
Gregory Peck jako Atticus Finch w filmie Zabić drozda (1962). Postać ta została uznana za „największego bohatera w historii kina”

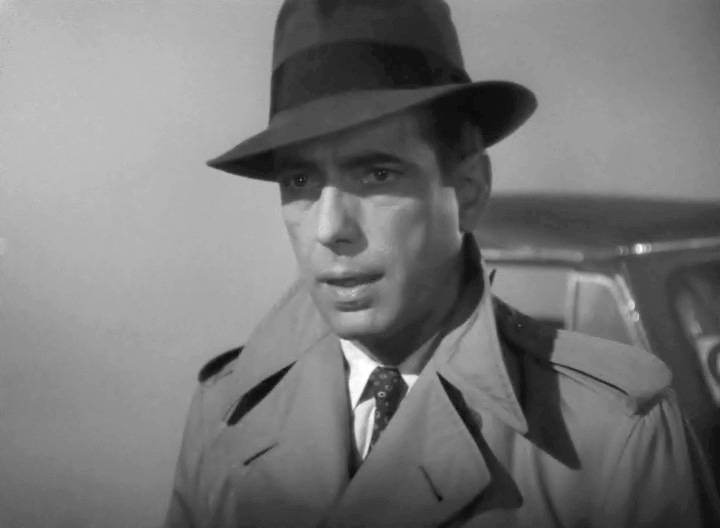
Humphrey Bogart jako Rick Blaine w filmie Casablanca (1942)

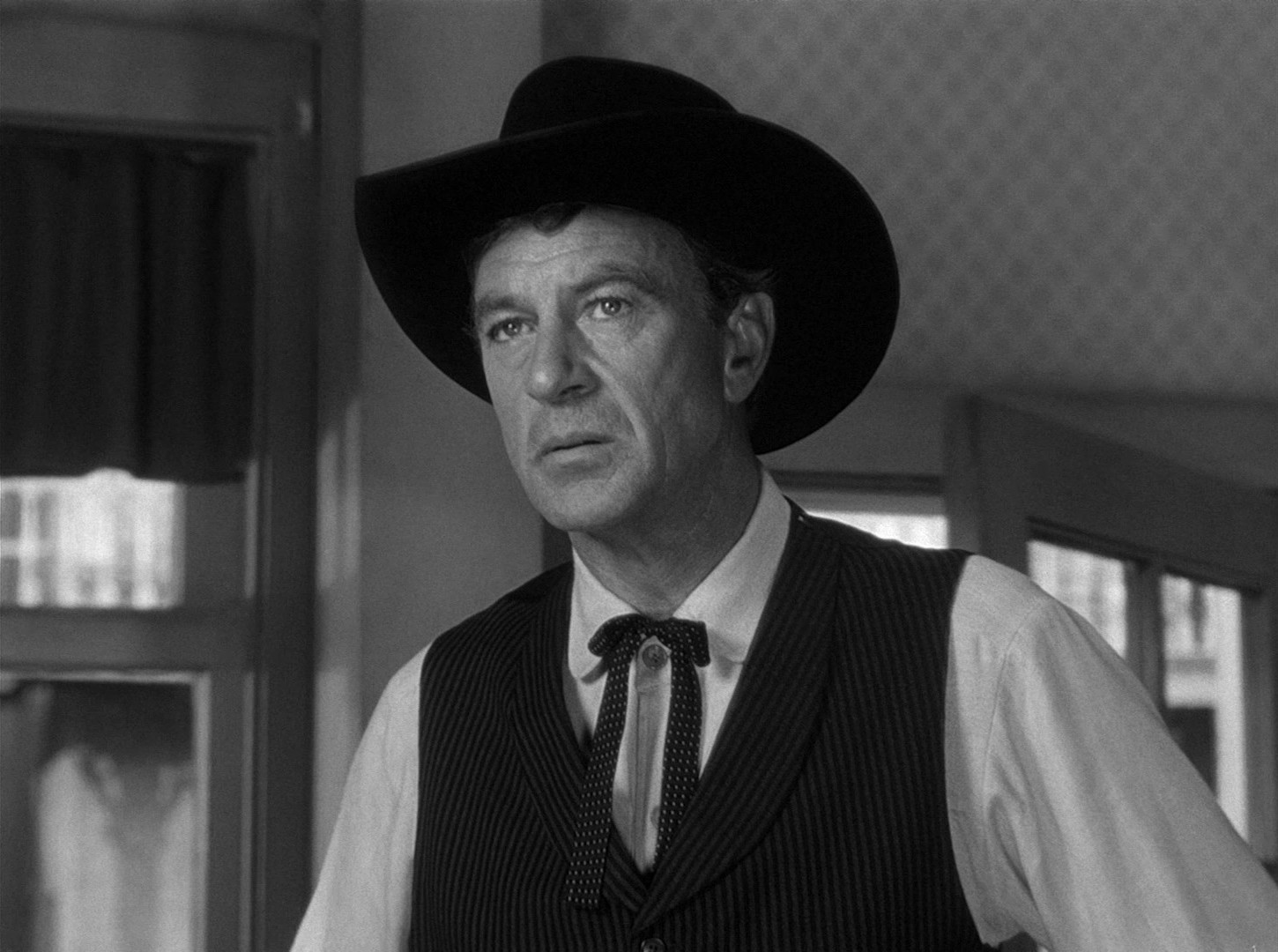
Gary Cooper jako szeryf Will Kane w filmie W samo południe (1952)

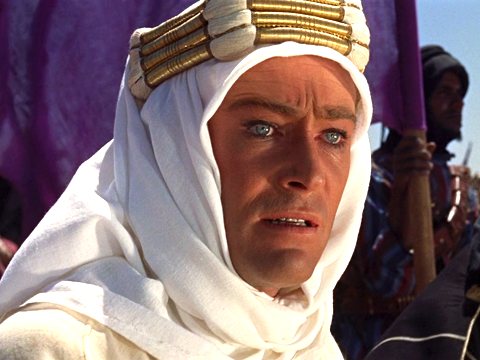
Peter O’Toole jako Thomas Edward Lawrence w filmie Lawrence z Arabii (1962)

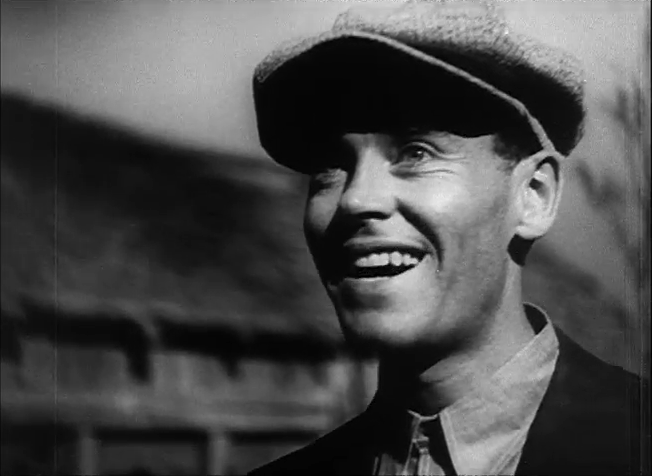
Henry Fonda jako Tom Joad w filmie Grona gniewu (1940)

| Nr  | Postać                           | Aktor / aktorka                 | Film                                            |
| --- | -------------------------------- | ------------------------------- | ----------------------------------------------- |
| 1.  | Atticus Finch                    | Gregory Peck                    | Zabić drozda (1962)                             |
| 2.  | Indiana Jones                    | Harrison Ford                   | Poszukiwacze zaginionej Arki (1981)             |
| 3.  | James Bond                       | Sean Connery                    | Doktor No (1962)                                |
| 4.  | Rick Blaine                      | Humphrey Bogart                 | Casablanca (1942)                               |
| 5.  | Will Kane                        | Gary Cooper                     | W samo południe (1952)                          |
| 6.  | Clarice Starling                 | Jodie Foster                    | Milczenie owiec (1991)                          |
| 7.  | Rocky Balboa                     | Sylvester Stallone              | Rocky (1976)                                    |
| 8.  | Ellen Ripley                     | Sigourney Weaver                | Obcy – decydujące starcie (1986)                |
| 9.  | George Bailey                    | James Stewart                   | To wspaniałe życie (1946)                       |
| 10. | Thomas Edward Lawrence           | Peter O’Toole                   | Lawrence z Arabii (1962)                        |
| 11. | Jefferson „Jeff” Smith           | James Stewart                   | Pan Smith jedzie do Waszyngtonu (1939)          |
| 12. | Tom Joad                         | Henry Fonda                     | Grona gniewu (1940)                             |
| 13. | Oskar Schindler                  | Liam Neeson                     | Lista Schindlera (1993)                         |
| 14. | Han Solo                         | Harrison Ford                   | Gwiezdne wojny: część IV – Nowa nadzieja (1977) |
| 15. | Norma Rae Webster                | Sally Field                     | Norma Rae (1979)                                |
| 16. | Shane                            | Alan Ladd                       | Jeździec znikąd (1953)                          |
| 17. | Harry Callahan                   | Clint Eastwood                  | Brudny Harry (1971)                             |
| 18. | Robin Hood                       | Errol Flynn                     | Przygody Robin Hooda (1938)                     |
| 19. | Virgil Tibbs                     | Sidney Poitier                  | W upalną noc (1967)                             |
| 20. | Butch Cassidy i Sundance Kid     | Paul Newman i Robert Redford    | Butch Cassidy i Sundance Kid (1969)             |
| 21. | Mahatma Gandhi                   | Ben Kingsley                    | Gandhi (1982)                                   |
| 22. | Spartakus                        | Kirk Douglas                    | Spartakus (1960)                                |
| 23. | Terry Malloy                     | Marlon Brando                   | Na nabrzeżach (1954)                            |
| 24. | Thelma Dickinson i Louise Sawyer | Geena Davis i Susan Sarandon    | Thelma i Louise (1991)                          |
| 25. | Lou Gehrig                       | Gary Cooper                     | Duma Jankesów (1942)                            |
| 26. | Superman                         | Christopher Reeve               | Superman (1978)                                 |
| 27. | Bob Woodward i Carl Bernstein    | Robert Redford i Dustin Hoffman | Wszyscy ludzie prezydenta (1976)                |
| 28. | przysięgły nr 8                  | Henry Fonda                     | Dwunastu gniewnych ludzi (1957)                 |
| 29. | George Patton                    | George C. Scott                 | Patton (1970)                                   |
| 30. | Lucas „Luke” Jackson             | Paul Newman                     | Nieugięty Luke (1967)                           |
| 31. | Erin Brockovich                  | Julia Roberts                   | Erin Brockovich (2000)                          |
| 32. | Philip Marlowe                   | Humphrey Bogart                 | Wielki sen (1946)                               |
| 33. | Marge Gunderson                  | Frances McDormand               | Fargo (1996)                                    |
| 34. | Tarzan                           | Johnny Weissmuller              | Człowiek-małpa (1932)                           |
| 35. | Alvin York                       | Gary Cooper                     | Sierżant York (1941)                            |
| 36. | Rooster Cogburn                  | John Wayne                      | Prawdziwe męstwo (1969)                         |
| 37. | Obi-Wan Kenobi                   | Alec Guinness                   | Gwiezdne wojny: część IV – Nowa nadzieja (1977) |
| 38. | włóczęga Charlie                 | Charlie Chaplin                 | Światła wielkiego miasta (1931)                 |
| 39. | Lassie                           | Pal                             | Lassie, wróć! (1943)                            |
| 40. | Frank Serpico                    | Al Pacino                       | Serpico (1973)                                  |
| 41. | Arthur Chipping                  | Robert Donat                    | Żegnaj Chips (1939)                             |
| 42. | Edward J. Flanagan               | Spencer Tracy                   | Miasto chłopców (1938)                          |
| 43. | Mojżesz                          | Charlton Heston                 | Dziesięcioro przykazań (1956)                   |
| 44. | Jimmy „Popeye” Doyle             | Gene Hackman                    | Francuski łącznik (1971)                        |
| 45. | Zorro                            | Tyrone Power                    | Znak Zorro (1940)                               |
| 46. | Batman                           | Michael Keaton                  | Batman (1989)                                   |
| 47. | Karen Silkwood                   | Meryl Streep                    | Silkwood (1983)                                 |
| 48. | Terminator                       | Arnold Schwarzenegger           | Terminator 2: Dzień sądu (1991)                 |
| 49. | Andrew Beckett                   | Tom Hanks                       | Filadelfia (1993)                               |
| 50. | Maximus Decimus Meridius         | Russell Crowe                   | Gladiator (2000)                                |

### Złoczyńcy

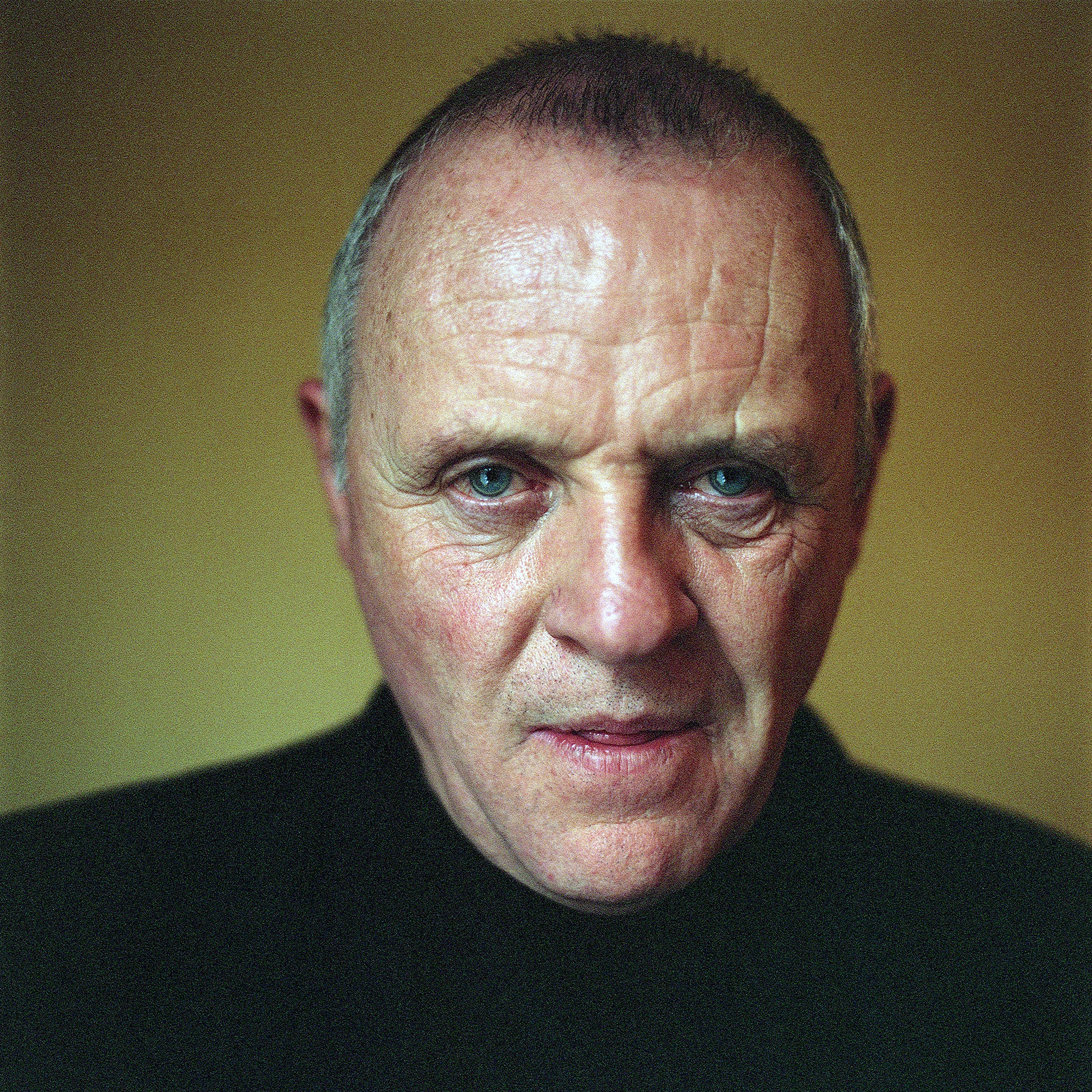
Anthony Hopkins, odtwórca roli Hannibala Lectera w filmie Milczenie owiec (1991). Postać tę uznano za „największego złoczyńcę w historii kina”

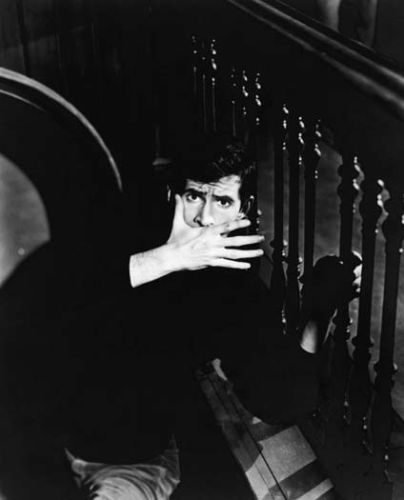
Anthony Perkins, odtwórca roli Normana Batesa w Psychozie (1960)

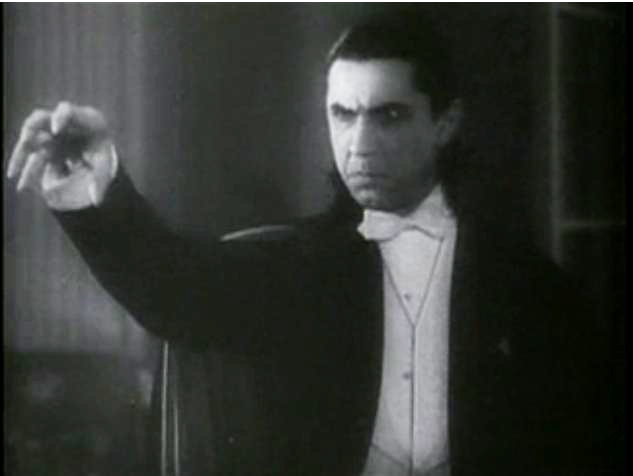
Béla Lugosi jako hrabia Drakula w filmie Książę Dracula (1931)

James Cagney jako Tom Powers w filmie Wróg publiczny nr 1 (1931)

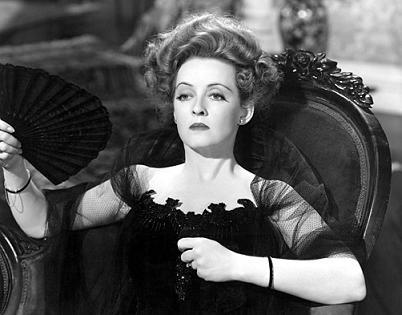
Bette Davis jako Regina Hubbard Giddens w filmie Małe liski (1941)

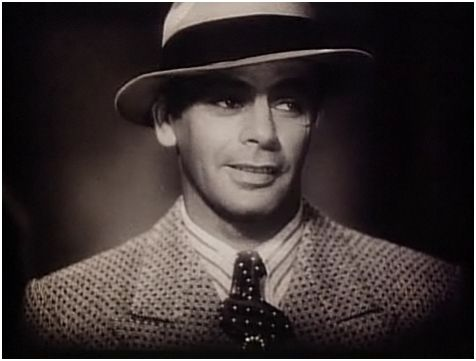
Paul Muni w filmie Człowiek z blizną (1932)

| Nr  | Postać                                      | Aktor / aktorka                          | Film                                                   |
| --- | ------------------------------------------- | ---------------------------------------- | ------------------------------------------------------ |
| 1.  | Hannibal Lecter                             | Anthony Hopkins                          | Milczenie owiec (1991)                                 |
| 2.  | Norman Bates                                | Anthony Perkins                          | Psychoza (1960)                                        |
| 3.  | Darth Vader                                 | David Prowse (głos: James Earl Jones)    | Gwiezdne wojny: część V – Imperium kontratakuje (1980) |
| 4.  | Zła Czarownica z Zachodu                    | Margaret Hamilton                        | Czarnoksiężnik z Oz (1939)                             |
| 5.  | siostra Ratched                             | Louise Fletcher                          | Lot nad kukułczym gniazdem (1975)                      |
| 6.  | pan Potter                                  | Lionel Barrymore                         | To wspaniałe życie (1946)                              |
| 7.  | Alex Forrest                                | Glenn Close                              | Fatalne zauroczenie (1987)                             |
| 8.  | Phyllis Dietrichson                         | Barbara Stanwyck                         | Podwójne ubezpieczenie (1944)                          |
| 9.  | Regan MacNeil (opętana przez demona Pazuzu) | Linda Blair (głos: Mercedes McCambridge) | Egzorcysta (1973)                                      |
| 10. | Zła Królowa / Wiedźma                       | Lucille La Verne (głos)                  | Królewna Śnieżka i siedmiu krasnoludków (1937)         |
| 11. | Michael Corleone                            | Al Pacino                                | Ojciec chrzestny II (1974)                             |
| 12. | Alex DeLarge                                | Malcolm McDowell                         | Mechaniczna pomarańcza (1971)                          |
| 13. | HAL 9000                                    | Douglas Rain (głos)                      | 2001: Odyseja kosmiczna (1968)                         |
| 14. | Obcy                                        | Bolaji Badejo                            | Obcy – ósmy pasażer Nostromo (1979)                    |
| 15. | Amon Göth                                   | Ralph Fiennes                            | Lista Schindlera (1993)                                |
| 16. | Noah Cross                                  | John Huston                              | Chinatown (1974)                                       |
| 17. | Annie Wilkes                                | Kathy Bates                              | Misery (1990)                                          |
| 18. | rekin                                       | „Bruce”                                  | Szczęki (1975)                                         |
| 19. | William Bligh                               | Charles Laughton                         | Bunt na Bounty (1935)                                  |
| 20. | „człowiek”                                  |                                          | Bambi (1942)                                           |
| 21. | Eleanor Iselin                              | Angela Lansbury                          | Przeżyliśmy wojnę (1962)                               |
| 22. | Terminator                                  | Arnold Schwarzenegger                    | Terminator (1984)                                      |
| 23. | Eve Harrington                              | Anne Baxter                              | Wszystko o Ewie (1950)                                 |
| 24. | Gordon Gekko                                | Michael Douglas                          | Wall Street (1987)                                     |
| 25. | Jack Torrance                               | Jack Nicholson                           | Lśnienie (1980)                                        |
| 26. | Cody Jarrett                                | James Cagney                             | Biały żar (1949)                                       |
| 27. | Marsjanie                                   | różni                                    | Wojna światów (1953)                                   |
| 28. | Max Cady                                    | Robert Mitchum                           | Przylądek strachu (1962)                               |
| 29. | wielebny Harry Powell                       | Robert Mitchum                           | Noc myśliwego (1955)                                   |
| 30. | Travis Bickle                               | Robert De Niro                           | Taksówkarz (1976)                                      |
| 31. | pani Danvers                                | Judith Anderson                          | Rebeka (1940)                                          |
| 32. | Clyde Barrow i Bonnie Parker                | Warren Beatty i Faye Dunaway             | Bonnie i Clyde (1967)                                  |
| 33. | hrabia Drakula                              | Béla Lugosi                              | Książę Dracula (1931)                                  |
| 34. | Christian Szell                             | Laurence Olivier                         | Maratończyk (1976)                                     |
| 35. | J.J. Hunsecker                              | Burt Lancaster                           | Słodki smak sukcesu (1957)                             |
| 36. | Frank Booth                                 | Dennis Hopper                            | Blue Velvet (1986)                                     |
| 37. | Harry Lime                                  | Orson Welles                             | Trzeci człowiek (1949)                                 |
| 38. | Cezar Enrico Bandello                       | Edward G. Robinson                       | Mały Cezar (1931)                                      |
| 39. | Cruella de Vil                              | Betty Lou Gerson (głos)                  | 101 dalmatyńczyków (1961)                              |
| 40. | Freddy Krueger                              | Robert Englund                           | Koszmar z ulicy Wiązów (1984)                          |
| 41. | Joan Crawford                               | Faye Dunaway                             | Najdroższa mamusia (1981)                              |
| 42. | Tom Powers                                  | James Cagney                             | Wróg publiczny nr 1 (1931)                             |
| 43. | Regina Giddens                              | Bette Davis                              | Małe liski (1941)                                      |
| 44. | Baby Jane Hudson                            | Bette Davis                              | Co się zdarzyło Baby Jane? (1962)                      |
| 45. | Joker                                       | Jack Nicholson                           | Batman (1989)                                          |
| 46. | Hans Gruber                                 | Alan Rickman                             | Szklana pułapka (1988)                                 |
| 47. | Antonio „Tony” Camonte                      | Paul Muni                                | Człowiek z blizną (1932)                               |
| 48. | Roger „Verbal” Kint (Keyser Söze)           | Kevin Spacey                             | Podejrzani (1995)                                      |
| 49. | Auric Goldfinger                            | Gert Fröbe (głos: Michael Collins)       | Goldfinger (1964)                                      |
| 50. | Alonzo Harris                               | Denzel Washington                        | Dzień próby (2001)                                     |

## Aktorzy
- Gary Cooper jest jedynym aktorem, który na liście występuje trzykrotnie. We wszystkich przypadkach jako bohater.
- Humphrey Bogart, James Cagney, Bette Davis, Faye Dunaway, Henry Fonda, Harrison Ford, Robert Mitchum, Paul Newman, Jack Nicholson, Robert Redford, James Stewart oraz Peter O’Toole pojawiają się na jednej liście dwukrotnie.
- Al Pacino i Arnold Schwarzenegger pojawiają się na dwóch listach[2].

## Postacie prawdziwe
W niektórych przypadkach postacie bohaterów i złoczyńców zostały wzorowane na prawdziwych postaciach:
- Bohaterowie: Alvin York, Erin Brockovich, George Patton, Bob Woodward i Carl Bernstein, Lou Gehrig, Spartakus, Mahatma Gandhi, Butch Cassidy i Sundance Kid, Oskar Schindler, Thomas Edward Lawrence, Edward J. Flanagan, Frank Serpico i Karen Silkwood
- Złoczyńcy: William Bligh, Amon Göth, Bonnie i Clyde oraz Joan Crawford[2].

Postać Jimmy’ego „Popeye’a” Doyle’a, jednego z bohaterów, oparto na perypetiach prawdziwego detektywa Eddiego Egana. Z kolei postać złoczyńcy Normana Batesa wzorowana jest na podstawie życia Eda Geina, seryjnego mordercy.